# Procladius stroudi
Procladius stroudi är en tvåvingeart som beskrevs av Roback 1982. Procladius stroudi ingår i släktet Procladius och familjen fjädermyggor.
Artens utbredningsområde är Colombia. Inga underarter finns listade i Catalogue of Life.